# 杀死汝爱
《杀死汝爱》（英語：Kill Your Darlings）是一部2013年美国传记剧情电影。影片由奥斯汀·本恩（Austin Bunn）编剧，約翰·克洛基達斯导演，这也是克洛基达斯执导的首部长片。
影片由丹尼尔·拉德克利夫和戴恩·德哈恩等人主演，主要讲述了美国文学史上“垮掉的一代”早期成员艾伦·金斯堡、卢西安·卡尔、威廉·柏洛茲和傑克·凱魯亞克等人在大学时的生活，以及这些人之间发生的故事。故事中涉及到历史上与这些人相关的一件真实凶杀案。
电影在2013年圣丹斯电影节首映，获得了诸多好评。影片在2013年多伦多国际电影节期间首次海外上映，并于2013年10月16日在北美部分地区院线公映。影片的蓝光DVD则于2014年3月18日在美国发行。

## 故事情节
1940年代，青年时代的艾伦·金斯堡（丹尼尔·拉德克利夫饰）一直向往哥伦比亚大学，希望能去感受那里的艺术、智慧、文化和自由。当他被哥伦比亚大学录取之后，他的父亲，工薪阶层诗人路易·金斯堡（Louis Ginsburg，大卫·克罗斯饰）劝他离开精神错乱的母亲娜奥米（Naomi Ginsburg，詹妮弗·杰森·李饰），前往纽约追寻自己的梦想。
在哥伦比亚大学的第一天，艾伦就遇到了在安静的图书馆内高声朗诵亨利·米勒所著禁书的同学卢西安·卡尔（戴恩·德哈恩饰），随后二人相识。卢西安不守成规，反对传统和建制。在他的影响下，艾伦逐渐发现这所大学不仅固守沉闷的传统，而且抵制大胆的创新想法。卢西安一头金发极具魅力，而且生活放浪不羁。羞涩不谙世事的艾伦逐渐迷恋上了卢西安，很快也沉醉于他的社交圈中。这些朋友常常酗酒、吸食大麻、沉迷爵士舞会，其中就包括威廉·柏洛茲（賓·科士打饰）和大卫·卡默尔（David Kammerer，迈克尔·C·霍尔饰）。威廉的家庭富有，但他的生活却荒淫无度；大卫则是一直默默跟随卢西安，而且嫉妒艾伦和卢西安越发亲密的关系。大卫是一位老师，但现在做着清洁工的工作。他曾经和卢西安关系亲密甚至有些暧昧，跟随卢西安来到纽约。如今卢西安表面上已经对他并无感情，只是利用他帮助自己完成学校的作业，大卫却一直深爱着卢西安。卢西安的魅力吸引着大卫和艾伦两人，但他自己却从未明确表示自己的感情。这几人组成了文学团体“新视界”（New Vision），希望能开创全新的文学风格。
艾伦和卢西安的关系日渐紧密，两人意识到对方和自己一样，都有着感情复杂的过去，都热爱诗歌充满激情。二人都迫切希望彻底震撼文学界和社会的陈旧传统，卢西安志向远大，他命艾伦将这一志向付诸笔端。艾伦和大卫都努力希望获得卢西安的偏爱，但卢西安却又和新认识的杰克·凯鲁亚克（杰克·休斯顿饰）逐渐亲近起来。杰克比这些人年长，性格也更粗犷自大，他曾是美式足球运动员，后来和商船队一起出海，现在和妻子埃迪·帕克（伊丽莎白·奥尔森饰）住在一起。他热爱文学创作，而且有着野人一般的疯狂。杰克个性狂妄，但并没有伤害自卑的艾伦，反而鼓励艾伦的诗歌创作。随后卢西安、艾伦、威廉和杰克以及在外面默默看着他们的大卫为了试图撼动哥伦比亚大学恪守的传统，在深夜闯入图书馆把图书馆的经典作品全部换成了禁书，彻底颠覆了学校的权威。学校官员和家长震怒不已。
大卫为了获得卢西安的感情，一直在跟踪卢西安。而卢西安终于无法忍受，和大卫彻底断绝了关系，希望与杰克一同加入商船队，准备前往巴黎。但大卫也跟踪而至，二人在晚间发生冲突，大卫在冲突中被刺身亡。次日早晨，人们在哈德逊河发现了大卫的尸体，卢西安也涉嫌谋杀大卫而被捕。卢西安请求艾伦帮他写一份证词证明自己的无辜，艾伦于是对当晚的事件展开调查，希望能了解事件的真相。在调查过程中，艾伦发现卢西安年轻时曾和大卫一同居住在芝加哥，大卫也是第一个吸引卢西安的人，二人甚至可能一度相爱。而在芝加哥期间卢西安曾试图自杀，也是大卫最终救下了他。艾伦认为卢西安只是不敢面对自己对大卫的情感才最终选择了谋杀，然而卢西安却称是因为受到大卫不断的性骚扰而不得已出于自卫才杀掉他。艾伦最终根据自己的调查以“疑问中的一夜”（The Night in Question）为题写下了一篇证词。最终卢西安拒绝了这份证词，但恳求艾伦不要把证词曝光于世。卢西安最终没有被判处谋杀罪名，仅被判18个月的徒刑。
艾伦最终把这份证词当作学校的期末文章交给了教授。教授对这篇不守传统的文章十分不满，威胁他如果坚持把这篇文章当作期末作业就将被开除。艾伦则选择了宁可被开除也坚持自己的创作。在他被开除不久之后，教授把他的这篇文章寄回给他，鼓励他继续从事文学创作。

## 主要角色
影片的主要角色有：
- 丹尼尔·拉德克利夫 饰 艾伦·金斯堡
- 戴恩·德哈恩 饰 卢西安·卡尔
- 杰克·休斯顿 饰 杰克·凯鲁亚克
- 本·福斯特 饰 威廉·柏洛兹
- 米高·C·賀爾 饰 大卫·克拉默（David Kammerer），深爱卢西安·卡尔的老师，一直跟踪卢西安，最后被他杀害。
- 伊丽莎白·奥尔森 饰 埃迪·帕克（英语：Edie Parker），杰克·凯鲁亚克的妻子。
- 詹妮弗·傑森·李 饰 娜奥米·金斯堡（Naomi Ginsburg），艾伦·金斯堡之母，患有精神疾病。
- 大卫·克罗斯 饰 路易·金斯堡（Louis Ginsberg），艾伦·金斯堡之父，恪守传统的诗人。
- 凯拉·塞吉维克 饰 玛丽安·卡尔（Marian Carr），卢西安·卡尔之母。
- 大卫·拉斯彻（英语：David Rasche） 饰 主任，艾伦和卢西安二人的学校主任。
- 约翰·卡伦 饰 史蒂夫斯教授（Professor Steeves），艾伦和卢西安二人的教授，思维保守传统。

## 制作
影片剧本由奥斯汀·本恩和导演约翰·克洛基达斯共同基于真实事件创作，这也是克洛基达斯首次导演长片。2008年，二人完成剧本后找到当时正与本恩合作著书的制作人克里斯婷·瓦陈，三人于是展开合作开始了电影的制作。选角期间，丹尼尔·拉德克利夫正在百老汇出演戏剧，他参与了试镜并获得艾伦·金斯堡一角。然而拍摄由于资金不足而迟迟未能开始，丹尼尔于是重回《哈利·波特》剧组拍摄《哈利·波特与死亡圣器》的上、下两部。在此期间，克里斯·埃文斯、杰西·艾森伯格和本·威士肖等人也参与了试镜。随后电影在迈克尔·本纳罗亚的帮助下获得足够资金，于2012年正式开始拍摄，导演克洛基达斯决定仍由丹尼尔饰演艾伦·金斯堡一角。电影在哥伦比亚大学和纽约市周边取景，只用了24天便完成了拍摄。

## 迴响与评价
《杀死汝爱》获得了评论界总体正面的评价。媒体评论网站烂番茄综合了125位评论家的评价，其中76%的评论家给出正面评价，平均给分为6.6分（满分10分）。网站给出的评语中称：“影片凭借着丹尼尔·拉德克利夫和戴恩·德哈恩之间强烈的化学反应，把‘垮掉的一代’早期的故事推到了聚光灯的焦点上。”另一家评论网站Metacritic根据36位评论家的影评，给影片打出65分（满分100分）的分数，以及“总体好评”的评语。
《每日电讯报》评论家罗比·柯林（Robbie Collin）给影片打出了三星（满分五星）的评价，称这部影片“探讨了这场文学运动的价值，如实表现了这些角色的天赋才能。”同一媒体的另一评论家詹妮·麦卡特尼（Jenny McCartney）更是称赞影片是“会动的诗歌”。《卫报》评论家达蒙·怀斯（Damon Wise）看过影片在圣丹斯电影节的首映之后给影片打出四星（满分五星）的分数，盛赞影片“真材实料”，是“探索美国20世纪文学中真实的反传统文化开端的一次真正尝试”。他还称影片“创造了真实的能量感和激情感...... 讲述了一个理智和道德的艰难抉择，在当时已经是一个完美的故事，在今天仍然与观众产生共鸣。”《综艺》杂志评论家贾斯汀·张（Justin Chang）评价影片“以出色的表演技巧、黑暗的诗歌意象和1940年代的生动场景，重现了垮掉一代的神秘注解。”影评人对片中演员的演技也给出了好评。《独立报》影评人艾玛·琼斯（Emma Jones）称赞丹尼尔·拉德克利夫有“决定性的演技”，称他“和18岁的金斯堡一样出色”。
丹尼尔·拉德克里夫在片中出演的同性床戏也获得大量关注。他在主演了《哈利·波特》系列电影之后曾正面全裸出演戏剧，这一次出演同性床戏也被认为是他的又一次突破。《娱乐周刊》编辑杰夫·拉布莱克（Jeff Labrecque）还称赞戴恩·德哈恩在片中的演技堪称“明星级别”。
部分评论家也给影片提出负面评价。影评网站The Dissolve评论家萨姆·亚当斯（Sam Adams）认为丹尼尔·拉德克利夫和戴恩·德哈恩两人的演技虽好，但影片“不懂得怎样好好利用他们的演技”，批评影片的拍摄手法“没有道理”。《洛杉矶时报》影评人贝茨·夏奇（Betsy Sharkey）则认为影片“过于保守”，并没有满足观众的预期。

## 获奖与提名
| 年份 | 奖项                   | 获提名者        | 提名分类               | 结果 | 参考来源      |
| ---- | ---------------------- | --------------- | ---------------------- | ---- | ------------- |
| 2013 | 棕榈泉国际电影节       | 约翰·克洛基达斯 | 最受瞩目导演           | 獲獎 | [ 29 ] [ 30 ] |
| 2013 | 圣丹斯电影节           | －              | 评审团大奖             | 提名 | [ 31 ]        |
| 2013 | 威尼斯电影节           | －              | “威尼斯之日”单元国际奖 | 獲獎 | [ 32 ]        |
| 2013 | 英国电影协会伦敦电影节 | 约翰·克洛基达斯 | 萨瑟兰奖 （The Sutherland Trophy）          | 提名 | [ 33 ] [ 34 ] |
| 2013 | 哥譚獨立電影獎         | 戴恩·德哈恩     | 最佳突破演员           | 提名 | [ 35 ] [ 36 ] |